# 666
666 (DCLXVI) fue un año común comenzado en jueves del calendario juliano, vigente en esa época.

## Acontecimientos
- Se celebra el Concilio de Mérida.[1]

## Fallecimientos
- Muhammad ibn Maslamah, destacado militar y promotor del islam (n. 589).
- Probable fallecimiento de Uthman ibn Hunaif, compañero de Mahoma y reconocido gobernador durante el califato de Alí.[2]